# Château de la Ferrière (Vaux-sur-Aure)
Pour les articles homonymes, voir Château de la Ferrière.
Ne doit pas être confondu avec Château de Ferrières .
Le château de la Ferrière est une demeure, de la première moitié du XVIIIe siècle, qui se dresse sur le territoire de la commune française de Vaux-sur-Aure dans le département du Calvados, en région Normandie.

## Localisation
Le château, dominant le village et le pont sur l'Aure, est situé à 350 mètres à l'est de l'église Saint-Aubin de Vaux-sur-Aure, dans le département français du Calvados.

## Historique
Le château est bâti en 1735 sur les vestiges d'un château féodal du XVe siècle, par Claude Jacqueline Piedoue de Nerval, veuve de Michel Hemerel, conseiller du roi, sieur de la Ferrière, seigneur et patron de Vaux-sur-Aure, écuyer de Louis XV, enterrée à l'église Saint-Aubin de Vaux-sur-Aure.
Le domaine passe en 1749 à Pierre Jacques Mathieu Moisson d'Urville. De 1762 à 1788, son fils, le botaniste caennais Gabriel Moisson de Vaux (1742-1802) y mène d'intéressantes expériences botaniques. Bâtissant des serres chaudes et froides, il y acclimate, entre autres végétaux exotiques, le sassafras d'Amérique, le plaqueminier (kaki) de Virginie, et surtout le magnolia grandiflora, qu'il est le premier, avec la Galissonnière, à faire prospérer en pleine terre. On venait de très loin admirer les « magnolias d'une grosseur considérable » du parc de la Ferrière. Il entretint une longue correspondance avec Linné, Buffon, Cels et Thouin. Physiocrate et philanthrope, Moisson de Vaux cultiva aussi la pomme de terre dans le « secret » de son immense jardin potager clos de murs, pour exciter la curiosité, favoriser les vols nocturnes, et ainsi aider à sa propagation dans les couches populaires, en proie à la famine.
Très aimé et respecté de la population, il ne fut pas inquiété sous la Révolution, et fut élu président du district de Bayeux, député du Calvados (1797-1799) avant de s'installer à Caen, dont il devint maire. La société d'agriculture de Caen, dont il était vice-président, publia un magnifique éloge funèbre de Moisson de Vaux en 1807. En tant que botaniste, on doit à Moisson de Vaux la plantation du « platane de la Liberté » à Bayeux sous la Révolution (Les multiples frères jumeaux de ce platane sont encore en place, intacts, dans le parc de la Ferrière) ainsi que le noyau des collections de l'actuel jardin botanique de Bayeux.
Au XIXe siècle, le château est la propriété du comte François-Joseph de Toustain de Richebourg puis de son fils Henri-Marie, historien proche de Viollet-le-Duc et ami d'Arcisse de Caumont. Les vicomtes Toustain de Richebourg agrandirent considérablement le parc de la Ferrière entre 1819 et 1855 en annexant la route de Vaux, qu'ils déplacèrent à leurs frais cinquante mètres plus au nord (actuelle route des Écoles). Cela leur permit de créer un vaste parc à l'anglaise enrichi de séquoias géants, de cyprès de Lambert dont certains subsistent encore aujourd'hui. Le comte Henri-Marie  de Toustain de Richebourg restaura à ses frais l'église de Vaux-sur-Aure dans le style néo-roman remis à l'honneur par Arcisse de Caumont. Il remodela surtout la vallée de l'Aure qui entoure cette église pour englober le village tout entier dans le parc du château de la Ferrière, abolissant la frontière entre le parc botanique, le village et les champs. La gravure[Où ?] de Maugendre immortalise ce « parc agricole » dans le style anglais.
À la fin du XIXe siècle, le château devint la propriété du baron Alfred Issaverdens (1839-1918), né à Smyrne en Turquie et conseiller du khédive d'Égypte. Son fils le baron Georges fut élu maire de Vaux-sur-Aure. Le château est ensuite acquis par monsieur Bauer, qui fut lui aussi maire du village. Les héritiers de monsieur Bauer vendirent le château après la Seconde Guerre mondiale aux sœurs bénédictines de Caen dont le couvent avait été détruit par les bombardements. Elles y demeurèrent jusqu'en 1958. La MSA l'acquit à cette date, le loua à l'Adapt de 1966 à 2007 puis le revendit. C'est à nouveau, depuis 2008, une propriété privée. Le parc botanique de dix-sept hectares, en cours de restauration, s'ouvre à la visite, avec un « jardin du nouveau monde » perpétuant les liens d'amitié entre la France et les États-Unis. Il présentera sur un hectare une sélection de végétaux importés d'Amérique entre 1776 et 1945[Quand ?].

## Description
Le château de la Ferrière est un bel édifice classique d'époque Louis XV, en pierre blonde de Creully, encadré de grandes ailes de communs de la même époque, au cœur d'un parc paysager de 18 hectares.